# Smyadovo (huyện)
Smyadovo là một đô thị thuộc tỉnh Shumen, Bungaria. Dân số thời điểm năm 2001 là 8242 người.